# Atletica leggera alla XII Universiade
Le gare di atletica leggera alla XII Universiade si sono svolte a Edmonton, in Canada, dal 5 all'11 luglio 1983.

## Risultati

### Uomini
| Specialità | Oro                                                           | Prestazione | Argento                                                                             | Prestazione | Bronzo                                                                                   | Prestazione |
| 100 metri | Chidi Imoh                                                    | 10"33       | Desai Williams                                                                      | 10"37       | Sam Graddy                                                                               | 10"42       |
| 200 metri | Innocent Egbunike                                             | 20"42       | Elliott Quow                                                                        | 20"46       | Bernie Jackson                                                                           | 20"57       |
| 400 metri | Sunday Uti                                                    | 45"32       | Viktor Markin                                                                       | 45"38       | Sunder Nix                                                                               | 45"53       |
| 800 metri | Ryszard Ostrowski                                             | 1'46"29     | Graham Williamson                                                                   | 1'46"66     | Mohamed Alouini                                                                          | 1'46"75     |
| 1 500 metri | Claudio Patrignani                                            | 3'41"02     | Andreas Baranski                                                                    | 3'41"21     | Geoff Turnbull                                                                           | 3'41"24     |
| 5 000 metri | Steve Harris                                                  | 13'46"99    | Féthi Baccouche                                                                     | 13'47"69    | Shuichi Yoneshige                                                                        | 13'48"13    |
| 10 000 metri | Shuichi Yoneshige                                             | 28'55"37    | Agapius Amo                                                                         | 28'55"39    | Féthi Baccouche                                                                          | 28'55"76    |
| Maratona | Alessio Faustini                                              | 2'17'10     | Giovanni D'Aleo                                                                     | 2'17'20     | Michael Spöttel                                                                          | 2'18'12     |
| 110 metri ostacoli | Andrey Prokofyev                                              | 13"46       | Willie Gault                                                                        | 13"49       | Mark McKoy                                                                               | 13"57       |
| 400 metri ostacoli | Aleksandr Kharlov                                             | 49"41       | Amadou Dia Bâ                                                                       | 49"94       | David Patrick                                                                            | 50"28       |
| 3 000 metri siepi | Peter Daenens                                                 | 8'28"86     | Farley Gerber                                                                       | 8'29"07     | Shigeyuki Aikyo                                                                          | 8'33"44     |
| 4×100 metri | Stati Uniti Terry Scott Sam Graddy Ken Robinson Willie Gault  | 38"50       | Canada Desai Williams Sterling Hinds Tony Sharpe Ben Johnson                        | 38"69       | Unione Sovietica Andrey Prokofyev Nikolay Sidorov Vladimir Muravyov Aleksandr Zolotaryev | 39"04       |
| 4×400 metri | Stati Uniti Sunder Nix Eliot Tabron Alonzo Babers Cliff Wiley | 3'01"24     | Unione Sovietica Yevgeniy Lomtyev Aleksandr Troshchilo Sergey Kutsebo Viktor Markin | 3'01"58     | Francia Yann Quentrec Hector Llatser Pascal Chichignoud Aldo Canti                       | 3'04"89     |
| Marcia 20 km | Guillaume Leblanc                                             | 1'24'03     | Maurizio Damilano                                                                   | 1'24'21     | Nikolay Matveyev                                                                         | 1'25'07     |
| Salto in alto | Igor' Paklin                                                  | 2,31        | Eddy Annys                                                                          | 2,29        | Clarence Saunders                                                                        | 2,26        |
| Salto con l'asta | Konstantin Volkov                                             | 5,65        | Thierry Vigneron                                                                    | 5,60        | Jeff Ward                                                                                | 5,50        |
| Salto in lungo | Yusuf Alli                                                    | 8,21        | Ralph Spry                                                                          | 7,91        | Sergey Rodin                                                                             | 7,85        |
| Salto triplo | Ajayi Agbebaku                                                | 17,26       | Mike Conley                                                                         | 17,20w      | John Herbert                                                                             | 17,05       |
| Getto del peso | Mike Carter                                                   | 19,74       | Zlatan Saracevic                                                                    | 19,66       | Sergey Smirnov                                                                           | 19,61       |
| Lancio del disco | Luis Delís                                                    | 69,46       | Dariusz Juzyszyn                                                                    | 63,32       | Marco Bucci                                                                              | 60,62       |
| Lancio del martello | Jüri Tamm                                                     | 76,82       | Robert Weir                                                                         | 74,10       | Yuriy Pastukhov                                                                          | 73,38       |
| Lancio del giavellotto | Dainis Kula                                                   | 87,80       | Helmut Schreiber                                                                    | 84,12       | Stanislaw Górak                                                                          | 83,20       |
| Decathlon | Dave Steen                                                    | 8205w       | Herbert Peter                                                                       | 8160w       | Georg Werthner                                                                           | 7905        |
| record mondiale; record mondiale stagionale; record africano; record asiatico; record europeo; record nord-centroamericano e caraibico; record sudamericano; record oceaniano; record delle Universiadi; record nazionale; record personale; record personale stagionale. |                                                               |             |                                                                                     |             |                                                                                          |             |

### Donne
| Specialità | Oro                                                                                | Prestazione | Argento                                                                   | Prestazione | Bronzo                                                                            | Prestazione |
| 100 metri | Beverly Kinch                                                                      | 11"13w      | Randy Givens                                                              | 11"16w      | Angella Taylor                                                                    | 11"17w      |
| 200 metri | Randy Givens                                                                       | 22"47       | Marita Payne                                                              | 22"62       | Grace Jackson                                                                     | 22"69       |
| 400 metri | Mariya Pinigina                                                                    | 50"47       | Molly Killingbeck                                                         | 51"94       | Yelena Korban                                                                     | 52"07       |
| 800 metri | Irina Podyalovskaya                                                                | 1'59"29     | Robin Campbell                                                            | 1'59"81     | Doina Melinte                                                                     | 1'59"93     |
| 1 500 metri | Gabriella Dorio                                                                    | 4'07"26     | Doina Melinte                                                             | 4'07"34     | Maria Radu                                                                        | 4'08"41     |
| 3 000 metri | Maria Radu                                                                         | 9'04"32     | Yelena Malychina                                                          | 9'06"17     | Lynn Williams                                                                     | 9'07"74     |
| Maratona | Sarah Rowell                                                                       | 2'47'37     | Kathy Roberts                                                             | 2'52'47     | Marjorie Kaput                                                                    | 2'54'03     |
| 100 metri ostacoli | Natalya Petrova                                                                    | 13"04       | Yelena Biserova                                                           | 13"07       | Benita Fitzgerald                                                                 | 13"24       |
| 400 metri ostacoli | Yekaterina Fesenko                                                                 | 54"97       | Yelena Filipishina                                                        | 56"10       | Gwen Wall                                                                         | 56"10       |
| 4×100 metri | Stati Uniti LaShon Nedd Jackie Washington Brenda Cliette Randy Givens              | 42"82       | Canada Angella Taylor Tanya Brothers Marita Payne Molly Killingbeck       | 43"21       | Unione Sovietica Marina Romanova Marina Molokova Irina Olkhovnikova Olga Antonova | 44"20       |
| 4×400 metri | Unione Sovietica Larisa Krylova Lyudmila Borisova Yelena Didilenko Mariya Pinigina | 3'24"97     | Canada Charmaine Crooks Jillian Richardson Molly Killingbeck Marita Payne | 3'25"26     | Stati Uniti Kelia Bolton Easter Gabriel Sharon Dabney Arlise Emerson              | 3'34"64     |
| Salto in alto | Tamara Bykova                                                                      | 1,98        | Silvia Costa                                                              | 1,98        | Maryse Ewanjé-Epée                                                                | 1,92        |
| Salto in lungo | Anișoara Cușmir-Stanciu                                                            | 7,06w       | Svetlana Zorina                                                           | 6,81        | Valy Ionescu                                                                      | 6,56w       |
| Getto del peso | Natalya Lisovskaya                                                                 | 20,46       | Claudia Losch                                                             | 18,81       | Natalya Akhrimenko                                                                | 18,67       |
| Lancio del disco | Florența Crăciunescu                                                               | 64,56       | Natalya Akhrimenko                                                        | 62,62       | Lyubov Urakova                                                                    | 58,28       |
| Lancio del giavellotto | Beate Peters                                                                       | 66,86       | Fausta Quintavalla                                                        | 63,06       | Mayra Vila                                                                        | 62,34       |
| Eptathlon | Yekaterina Smirnova                                                                | 6350        | Sabine Everts                                                             | 6291        | Judy Livermore                                                                    | 6184        |
| record mondiale; record mondiale stagionale; record africano; record asiatico; record europeo; record nord-centroamericano e caraibico; record sudamericano; record oceaniano; record delle Universiadi; record nazionale; record personale; record personale stagionale. |                                                                                    |             |                                                                           |             |                                                                                   |             |

## Medagliere
| #      | Nazione          | Oro | Argento | Bronzo | Totale |
| ------ | ---------------- | --- | ------- | ------ | ------ |
| 1      | Unione Sovietica | 14  | 7       | 9      | 30     |
| 2      | Stati Uniti      | 5   | 7       | 8      | 20     |
| 3      | Nigeria          | 5   | 0       | 0      | 5      |
| 4      | Italia           | 3   | 3       | 1      | 7      |
| 5      | Regno Unito      | 3   | 2       | 3      | 8      |
| 6      | Romania          | 3   | 1       | 3      | 7      |
| 7      | Canada           | 2   | 7       | 4      | 13     |
| 8      | Germania Ovest   | 1   | 5       | 1      | 7      |
| 9      | Cuba             | 1   | 1       | 1      | 3      |
| 9      | Polonia          | 1   | 1       | 1      | 3      |
| 11     | Belgio           | 1   | 1       | 0      | 2      |
| 12     | Giappone         | 1   | 0       | 2      | 3      |
| 13     | Francia          | 0   | 1       | 2      | 3      |
| 13     | Tunisia          | 0   | 1       | 2      | 3      |
| 15     | Senegal          | 0   | 1       | 0      | 1      |
| 15     | Tanzania         | 0   | 1       | 0      | 1      |
| 15     | Jugoslavia       | 0   | 1       | 0      | 1      |
| 18     | Austria          | 0   | 0       | 1      | 1      |
| 18     | Bermuda          | 0   | 0       | 1      | 1      |
| 18     | Giamaica         | 0   | 0       | 1      | 1      |
| Totale | Totale           | 40  | 40      | 40     | 120    |